# ОШ „Бранко Крсмановић” Сикирица
ОШ „Бранко Крсмановић” у Сикирици је једна од установа основног образовања на територији општине Параћин.
Прва школа у Сикирици је основана 1849. године под називом „Школа Сикиричка”. Након тога, понела је назив „Карађорђе”, а од 1945. године зове се „Бранко Крсмановић”. До 1969. године била је самостална васпитно-образовна установа, а онда долази до интеграције ове школе, осморазредне школе „Александар Белић” из Дреновца и осморазредне школе „Момчило Поповић-Озрен” из Бусиловца, којој су припадале четвороразредне школе у Крежбинцу и Голубовцу и од тада па до данашњих дана школа има истоветну структуру, са матичном школом у Сикирици.
Школа данас у свом саставу има три осморазредне школе и то у Сикирици, Дреновцу и Бусиловцу и три четвороразредне школе у Крежбинцу, Ратару и Горњем Видову. 